# Caquèxia
La caquèxia (gr.: kachexía: mal estat) és un estat d'extrema desnutrició, atròfia muscular (amb fatiga, i debilitat) i anorèxia en persones que no estan tractant activament de perdre pes. Pot ser un símptoma d'algunes patologies; quan un pacient presenta caquèxia, els metges generalment consideren la possibilitat de càncer, algunes malalties infeccioses com tuberculosi i sida i alguns trastorns autoimmunitaris. La caquèxia afebleix físicament als pacients fins a un estat d'immobilitat causada per l'anorèxia, astènia i anèmia, i normalment la resposta als tractaments comuns és pobre.

## Desenvolupament de la malaltia
La caquèxia es veu sovint en pacients amb càncer en estat terminal. També predomina en pacients amb sida abans de l'arribada de la "triple teràpia"; ara és molt menys freqüent en aquells països on aquest tractament està disponible. En aquells pacients amb insuficiència cardíaca també hi ha una síndrome de caquèxia. També influeix en la mortalitat de pacients que tenen qualsevol de les malalties del rang de "malaltia pulmonar obstructiva crònica", particularment en emfisemes.
En cadascun d'aquests casos hi ha un deteriorament de tot el cos, que afecta especialment al múscul esquelètic resultant en atròfia muscular i indueix a una pèrdua de resposta immunitària. Així mateix, afebleix al múscul estriat en general, afectant també el múscul cardíac.

## Mecanisme
El mecanisme exacte pel qual aquestes malalties causen caquèxia encara no s'entén bé, però probablement hi ha un paper per les citocines inflamatòries com el factor de necrosi tumoral alfa (TNF-α) -a la qual també es denomina en alguns llocs "caquexina" per aquest motiu-, interferó gamma (IFN-γ) i interleucina-6 (IL-6), així com el factor d'inducció a la proteòlisi secretat pels tumors.
Altres síndromes de malnutrició relacionats són el kwashiorkor i el marasme, encara que aquests no sempre tenen una malaltia causant; generalment són símptomes de malnutrició severa.
Aquells que sofreixen el trastorn alimentari d'anorèxia nerviosa semblen tenir alts nivells de grelina en plasma. També hi ha nivells alts en pacients amb caquèxia induïda per càncer.